# أزهاد حراز
أزهاد حراز أرمان (مواليد 9 مايو 2003) هو لاعب كرة قدم محترف ماليزي. يلعب كمهاجم في صباح في الدوري الماليزي.